# NGC 1012
NGC 1012 في الفهرس العام الجديد، هي مجرة، تقع في كوكبة الحمل (كوكبة). اكتشفت في 11 سبتمبر 1784 بواسطة ويليام هيرشل.

## روابط خارجية
- NGC 1012 على موقع ويكي سكاي: DSS2, SDSS, GALEX, IRAS, Hydrogen α, X-Ray, Astrophoto, Sky Map, Articles and images